# Уик-энд с убийцей
«Уик-энд с убийцей» — фильм 1992 года режиссёра Юрия Марухина.

## Сюжет
Иронический детектив по одноимённому рассказу Дмитрия Иванова и Владимира Трифонова.
Лейтенант полиции Нью-Йорка Рита Эванс прилетает в Россию по обмену опытом, напарником к капитану уголовного розыска Андре Варламову. Бандиты похищает американку, принимая её за жену Варламова, не зная, что у сексапильной блондинки с ангельским личиком очень острые коготки.

## В ролях
- Наталья Кишова — Рита Эванс, лейтенант полиции
- Михаил Мамаев — Андрей Варламов, капитан милиции
- Николай Бурляев — Доктор
- Юрий Казючиц — Миша, старший лейтенант милиции
- Евгений Тиличеев — модельер
- Владимир Грицевский — полковник милиции Смирнов
- Ромуалдс Анцанс — Джек Николсон, полковник полиции
- Анастасия Белова — Катя, жена Варламова, врач на «скорой помощи»
- Наталья Сенькевич — Ника, подружка Доктора, манекенщица
- Иван Мацкевич — бандит
- Александр Беспалый — сотрудник ГАИ, капитан милиции
- Владимир Сичкарь — свидетель из Полтавы
- Лидия Мордачёва — свидетельница из Полтавы
- Игорь Смушкевич — бармен